# شكيب بن مخلوف
الدكتور شكيب بن مخلوف رئيس اتحاد المنظمات الإسلامية في أوروبا، داعية إسلامي مغربي الأصل ومقيم بالسويد.
- درس في إدارة المعارف بالسويد.[1]

## مناصبه في الاتحاد
- رئيس اتحاد المنظمات الإسلامية في أوروبا وقد تسلم قبلها مناصب مختلفة في نفس الاتحاد أهمها:

1. عضو مجلس الشورى
2. رئيس قسم الدعوة والتعريف بالإسلام الأسبق
3. رئيس قسم التخطيط السابق
4. الأمين العام للاتحاد
5. نائب رئيس الاتحاد

## مناصب أخرى
- عضو مؤسسة مجلس أمناء المعهد الأوروبي للعلوم الإنسانية في فرنسا
- أشرف على تأسيس المجلس الأوروبي للافتاء والبحوث
- عضو مؤسس في اتحاد المدارس العربية الإسلامية في أوروبا ورئيسه السابق
- عضو مؤسس في هيئة أمناء الهيئة الإسلامية العالمية للتعليم
- عضو في المجلس الإسلامي العالمي للتنسيق بين المنظمات الإسلامية العالمية
- عضو في المجلس الإسلامي العالمي للدعوة والاغاثة
- عضو هيئة أمناء مؤسسة القدس الدولية
- نائب أمين عام منظمة النصرة العالمية

## وصلات خارجية
- حوار مع : رئيس اتحاد المنظمات الإسلامية بأوربا.. شكيب مخلوف : هناك جهات تقف وراء تأجيج موجة الإسلاموفوبيا، موقع إسلاميات، 10 يوليو 2008
- حوار مع :رئيس اتحاد المنظمات الإسلامية الأوروبية شكيب بن مخلوف:نتوقع مزيداً من الأزمات المفتعلة لشغلنا.. انتشار الإسلام أزعجهم.. أزمة البلقان سببها أم نسخة محفوظة 12 أغسطس 2009 على موقع واي باك مشين.، موقع المسلم، 17 سبتمبر 2007م
- شكيب بن مخلوف: الكويت لها أياد بيضاء وجهود كبيرة في العمل الخيري في أوروبا نسخة محفوظة 11 سبتمبر 2008 على موقع واي باك مشين.، جريدة الرأي
- رئيس اتحاد المنظمات الإسلامية بأوروبا:نحن بحاجة لإعلام مضاد..منع المآذن أحد تجليات موقف ضد الإسلام نفسه..لا استقرار دون "الأسرة"، المسلم، 24 ذي الحجة 1430 هـ
- مضمون وأهداف الميثاق الإسلامي الأوروبي، برنامج ما وراء الخبر، قناة الجزيرة، 11 يناير 2008